# Dhemaji (distrikt)
Dhemaji är ett distrikt i Indien.   Det ligger i delstaten Assam, i den östra delen av landet, 1 700 km öster om huvudstaden New Delhi. Antalet invånare är 686 133.
Följande samhällen finns i Dhemaji:
- Dhemāji